# Caumerveld
Caumerveld is een buurt in de wijk Caumerveld-Douve Weien in de Nederlandse gemeente Heerlen. De buurt ligt ten zuidoosten van het stadscentrum. Aan de westzijde wordt de buurt begrensd door de Heesbergstraat (het verlengde van de Akerstraat), aan de noordzijde door de Caumerbeeklaan, aan de oostzijde door de Caumerbeek en in het zuiden door de Eisenhowerstraat.
In het noorden ligt de buurt Molenbergpark, in het oosten de buurt Schiffelerveld, in het zuidoosten de buurt Giezenveld en in het westen Douve Weien en Bekkerveld.
Stadsdelen: Heerlerbaan · Heerlerheide · Heerlen-Stad · Hoensbroek

Wijken: Aarveld-Bekkerveld · De Beitel · Caumerveld-Douve Weien · Eikenderveld · Heerlen-Centrum · Heerlerbaan-Oost · Heerlerbaan-West · Passart · De Hei · Heksenberg · Hoensbroek-De Dem · De Koumen · Maria-Gewanden-Terschuren · Mariarade · Meezenbroek-Schaesbergerveld · Molenberg · Nieuw Lotbroek · Rennemig-Beersdal · Schandelen-Grasbroek · Vrieheide-De Stack · Welten-Benzenrade · Woonboulevard-Ten Esschen · Zeswegen-Nieuw Husken

Buurtschappen en gehuchten: De Euren · Heihoven · Imstenrade · Schurenberg · Terschuren

Limburg: Steden en dorpen      Nederland: Provincies · Gemeenten